# Organizacja Młodzieży Pracującej
Organizacja Młodzieży Pracującej – piłsudczykowska organizacja młodzieżowa utworzona w 1933 r. W jej skład weszły: Robotniczy Klub Sportowy „Jur” (Warszawa), Związek Młodej Polski (Kraków), Związek Młodzieży Rzemieślniczej (Wilno) oraz Zjednoczenie Polskiej Młodzieży Pracującej „Orlę” (Łódź). OMP osiągnęła liczbę 22 tys. członków. Organizacja koncentrowała się na działalności oświatowej i sprawach bytowych młodzieży. W 1937 r. OMP weszła w skład tzw. czwórporozumienia skupiającego sanacyjne organizacje młodzieżowe opozycyjne wobec Związku Młodej Polski (również ZHP, Związek Strzelecki i „Siew”). 
Prezesem OMP był płk Jan Jur-Gorzechowski, do czołowych działaczy należeli m.in. Jan Hoppe i Antoni Małecki. Organami OMP były pisma „Obóz Młodych” i „Cześć Pracy”. 
Za granicą organizacja ta współpracowała np. z młodzieżową organizacją Czeskiej Partii Narodowo-Społecznej.